# Morlhon-le-Haut
Morlhon-le-Haut is een gemeente in het Franse departement Aveyron in de regio Occitanie. De plaats maakt deel uit van het arrondissement Villefranche-de-Rouergue en werd op 22 maart 2015 overgeheveld van het kanton Villefranche-de-Rouergue naar het op die dag opgerichte kanton Aveyron et Tarn.

## Geografie
De oppervlakte van Morlhon-le-Haut bedraagt 22,1 km², de bevolkingsdichtheid is 23,8 inwoners per km².

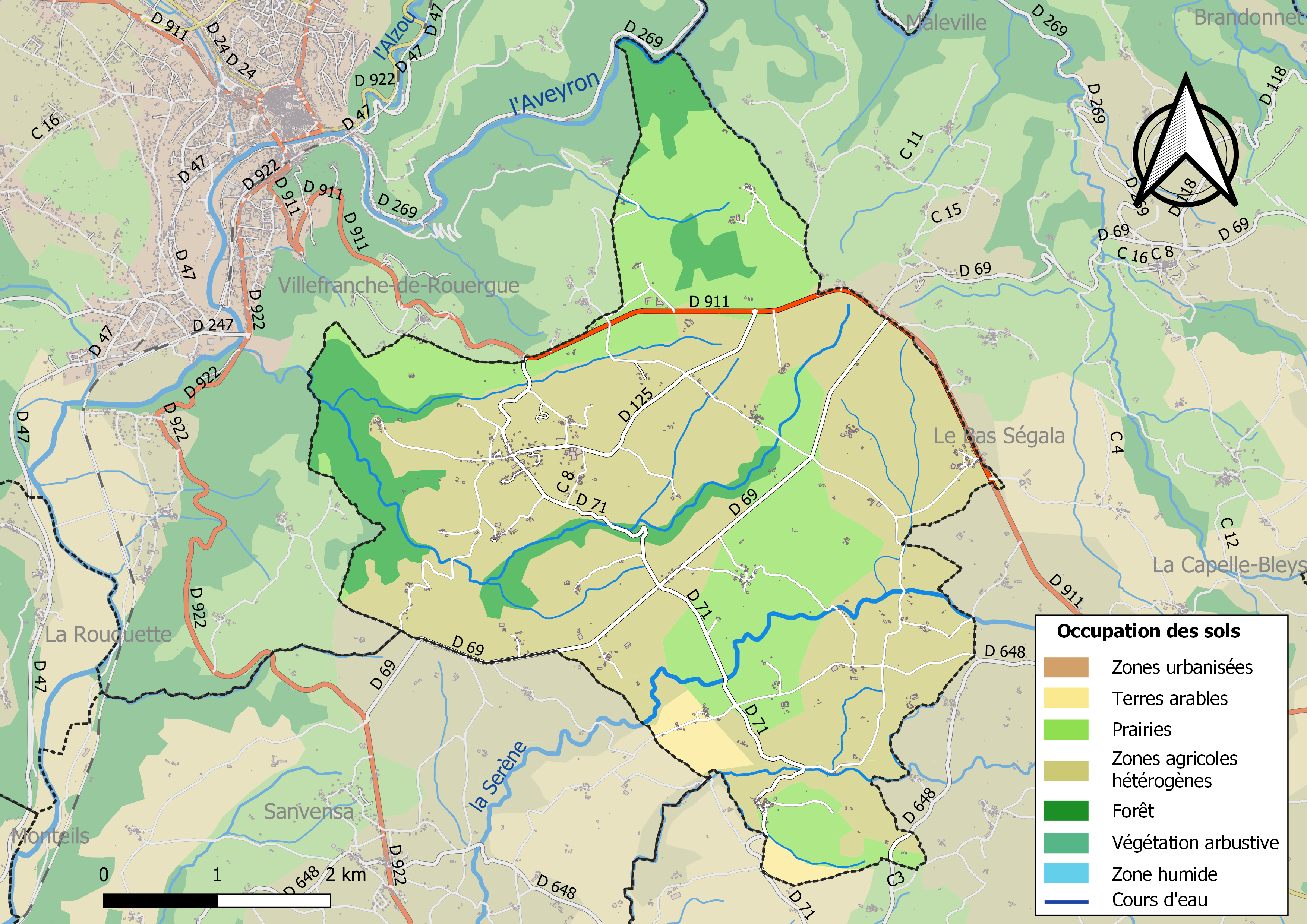
Kaart van de gemeente met de belangrijkste infrastructuur, bodemgebruik en omliggende gemeenten

## Demografie
Onderstaande figuur toont het verloop van het inwonertal (bron: INSEE-tellingen).

Vanwege een beveiligingsprobleem met de MediaWiki Graph-software is het momenteel niet mogelijk deze grafiek weer te geven. Zodra de software is bijgewerkt zal de grafiek vanzelf weer zichtbaar worden.